# Ulrich Gerhardt (Hörspielregisseur)
Ulrich Gerhardt (* 5. Januar 1934 in Berlin) ist ein deutscher Regisseur und ehemaliger Hörspielleiter des SFB.

## Leben
Nach dem Abitur (1954) studierte Ulrich Gerhardt an der Akademie für Musik und Theater Hannover (heute Hochschule für Musik, Theater und Medien Hannover) Schauspiel. Nach einem Engagement am Theater begann er ein Studium an der Freien Universität Berlin (Theaterwissenschaft, Germanistik). Ab 1960 arbeitete er bei RIAS Berlin als Regisseur, hauptsächlich für literarische Sendungen, Features und Hörspiele. 1970 übernahm er die Leitung der Abteilung Wortproduktion (Leitender Regisseur). In dieser Zeit griff er die Kunstkopfstereophonie auf und führte sie anlässlich der Funkausstellung Berlin 1973 als Aufnahmeverfahren bei Rundfunksendern ein. 1980 wechselte er als Leiter der Hörspielabteilung (zusammen mit Dr. Garleff Zacharias-Langhans) und Oberspielleiter zum Sender Freies Berlin. Seit 1986 ist er freier Hörspielregisseur und arbeitet für alle Sender der ARD sowie für Deutschlandradio und ORF. Lehraufträge an mehreren Theaterhochschulen. Er ist seit 1993 Mitglied der Akademie der Künste Berlin (Sektion Film- und Medienkunst) sowie der Deutschen Akademie der Darstellenden Künste.
Sein künstlerisches Archiv übergab er 2016 dem Archiv der Akademie der Künste in Berlin.

## Hörspiele (Auswahl)
- 1993: Deutschdeutsch: Bereichtum (SWF)
- 1993: Übergang über die Beresina – Eine Audio-Archäologie (BR)
- 1997: Hussah. O-Ton Mielke & Gen. zusammen mit Joachim Walther (SWF/NDR)
- 2013: Die Quellen sprechen – Die Verfolgung und Ermordung der europäischen Juden durch das nationalsozialistische Deutschland 1933-1945 (BR)[3]
- 2016: Morgan, Jaguar, Porsche und dann die Alpine – Wolfram Siebeck testet Sportwagen (D-Kultur)
- 2017: Mein Freund Lennie oder die Reise, Regie: der Autor, Produktion: HR/Deutschlandfunk Kultur/RBB, Länge: 86'46 Min., Ursendung 17. September 2017[4]

## Hörspielbearbeitungen mit Regie (Auswahl)
- Demolition von Alfred Bester, Kunstkopf-Stereo, RIAS 1973.
- Das Kalkwerk von Thomas Bernhard, DLR 2003.
- Elisabeth II. von Thomas Bernhard, NDR 2004.
- Holzfällen von Thomas Bernhard, ORF 2004.[5]
- Beton von Thomas Bernhard, DLF 2005.
- Der Passfälscher von Cioma Schönhaus, NDR 2005       .
- Chourmo von Jean-Claude Izzo, DLR 2003.
- Solea von Jean-Claude Izzo, DLR 2003.
- Und ich erinnere mich an das Meer von Mohammed Dib, DLR 2004.
- Take it or leave it von Raymond Federman, BR 1999.
- Schnitte von Rolf Dieter Brinkmann, BR 1995.
- To a world filled with compromise we make no contribution von Rolf Dieter Brinkmann, BR 1996.
- Nichts geht mehr von Max Aub, BR 2000.
- Theater der Hoffnung von Max Aub, BR 2000.
- Blutiges Spiel von Max Aub, BR 2001.
- Die Stunde des Verrats von Max Aub, BR 2001.
- Am Ende der Flucht von Max Aub, BR 2002.
- Bittere Mandeln von Max Aub, BR 2003.
- Hussah – O-Ton Mielke und Genossen, SWF 1997.
- Gustav Chaluppa, SFB 2000.
- Max Aurach von W. G. Sebald, BR 1995.
- Aurachs Mutter von W.G. Sebald, BR 1996.
- 1995: Rolf Dieter Brinkmann: Schnitte (Hörspiel – BR)
- Verwandlungen von Richard Huelsenbeck, BR 1994.
- GFRG – Gesellschaft für religiöse Gründungen von Carl Einstein, BR 1993.
- Die vom Himmel Vergessenen von Ekatarina Tomova, SWF 1995.
- Die Rache der Weltraumpandas von David Mamet, SWF 1999.
- Die privaten Memoiren und Bekenntnisse eines gerechtfertigten Sünders von James Hogg, HR 2003.
- Musik aus Gägelow von Horst Hussel, DLF 2002.
- Die letzten Nächte von Paris von Philippe Soupault, DLR 2000.
- Joseph Mitchell: Die Zigeunerinnen von New York (Hörspiel – DKultur 2013)

## Regiearbeiten (Auswahl)
- 1969: 12 Häuser – oder Mövenpink von Friederike Mayröcker, RIAS
- 1971: Land Art von Friederike Mayröcker, SR
- 1973: Besuch in einer sterbenden Stadt von Rolf Dieter Brinkmann, BR
- 1978: Limbus I von Ingomar von Kieseritzky, BR
- 1979: Die Akademie von Ronald Steckel
- 1991: Lection I (in „Wüstensturm“, Texte für ein Hörspielprojekt) von Friederike Mayröcker, BR
- 1991: Deckname Lyrik von Reiner Kunze, SFB
- 1991: Krieg von Rainald Goetz, SWF
- 1991: Die alte Frau von Daniil Charms, SFB/SDR
- 1991: Schlachten von Rainald Goetz, SWF
- 1992: Roter Stern von Simone Schneider, BR
- 1993: Zum Tee bei Dr. Borsig von Heinrich Böll, HR
- 1993: Schritte für Kellner von Ute-Christine Krupp, SR
- 1993: Der Schal von David Mamet, SWF
- 1994: Wie man verschiedene Geräusche erzeugen kann von Helmut Eisendle, SFB
- 1995: Über die Deutschen von Gerd Fuchs/Saul K. Padover, SWF
- 1995: Margarethe Minde von Peter Huchel, MDR/DLR Kultur/NDR
- 1997: Ach du lieber Augustin, wie fröhlich ich bin von Ines Geipel/Heike Tauch (ORB/DLF)
- 1998: Im Keller von Jan Philipp Reemtsma, NDR
- 1998: Gespräche mit Lebenden und Toten von Svetlana Alexijewitsch, SR/NDR/SFB-ORB/WDR
- 1999: Goethe in Dachau von Nico Rost, DLR
- 2000: Roman eines Schicksallosen von Imre Kertész, NDR
- 2001: Will nicht mehr weiden, Requiem für Ernst Jandl von Friederike Mayröcker, BR
- 2001: Im Abstammungsglück von Claudia Wolff, WDR
- 2003: Parsifal in Venedig von Giuseppe Sinopoli, SFB
- 2006: King von Michel Vinaver, DKultur
- 2008: Zeppelini von Dunja Arnaszus, RBB/DLF
- 2012: Gift von Lot Vekemans (MDR)
- 2019: England ist anders: Herr Siebeck bereist die Insel, Deutschlandfunk Kultur 2019, Länge: 56'19.[6]

## Preise
- 1963: Kurt-Magnus-Preis der ARD
- 1973: Das goldene Mikrophon für Demolition von Alfred Bester. Bearbeitung, Produktion und Präsentation auf der Funkausstellung Berlin des ersten Hörspiels in Kunstkopf-Stereophonie
- 1992:  Hörspielpreis der Akademie der Künste (Lautsprecher); Bronze Medal, The New York Festivals 1993 für Roter Stern von Simone Schneider
- 1993: Karl-Sczuka-Preis für Übergang über die Beresina von Ulrich Gerhardt
- 1994: Hörspiel des Jahres für Verwandlungen von Richard Huelsenbeck, Bearbeitung Ulrich Gerhardt
- 1998: Hörspiel des Jahres für Im Keller von Jan Philipp Reemtsma, Bearbeitung Charlotte Drews-Bernstein
- 1999: Hörspiel des Jahres, Robert-Geisendörfer-Preis für Gespräche mit Lebenden und Toten von Svetlana Alexijewitsch, Bearbeitung Frank Werner
- 2002: Hörspielpreis der Akademie der Künste (Lautsprecher) für Musik aus Gägelow von Horst Hussel, Bearbeitung Ulrich Gerhardt
- 2004: Hörspiel des Jahres (Österreich) für Holzfällen von Thomas Bernhard
- 2014: Preis der deutschen Schallplattenkritik für Verborgene Chronik 1914 von Lisbeth Exner und Herbert Kapfer, Regie: Ulrich Gerhardt
- 2016: Deutscher Hörbuchpreis, Kategorie Beste verlegerische Leistung für Die Quellen sprechen. Die Verfolgung und Ermordung der europäischen Juden durch das nationalsozialistische Deutschland 1933-1945 der Hörverlag/BR Hörspiel und Medienkunst, Matthias Brandt, Bibiana Beglau, Regie: Ulrich Gerhardt
- 2017: Hörspiel des Monats September für Ulrich Gerhardt Mein Freund Lennie oder Die Reise